# Raymond Dasmann
Raymond Fredric Dasmann (* 1919; † 5. November 2002 in Santa Cruz, Kalifornien) war ein US-amerikanischer Naturschutzbiologe, Professor für Ökologie und Gründer des Biosphären-Programmes der UNESCO. Dasmann war ein Feldbiologe, der maßgeblich die moderne Naturschutzbewegung geformt hat und mehr als ein Dutzend Bücher zum Thema veröffentlichte.
Raymond Dasmann studierte an der UC Berkeley bei dem Wildtierbiologen A. Starker Leopold. Den Abschluss Ph.D. in Zoologie erlangte er 1954. Er begann seine wissenschaftliche Karriere an der Humboldt State University, wo er von 1954 bis 1965 Professor für „natural resources“ war. In den 1960ern arbeitete er für die Conservation Foundation in Washington, D. C. als „Director of International Programs“ und war Consultant 1969 bei der „Stockholm Conference on the Human Environment“. In den 1970ern arbeitete er für die UNESCO und war maßgeblich an der Initiative für das „Man and the Biosphere program (MAB)“ beteiligt, das zu den heutigen Biosphärenreservaten weltweit führte. Gleichzeitig war er Senior Ecologist für die International Union for Conservation of Nature and Natural Resources (IUCN) in der Schweiz. Von 1977 bis 1989 war er Professor an der University of California, Santa Cruz. 1989 ging er in den Ruhestand. 2002 starb Raymond Dassmann im Alter von 83 Jahren als Vater dreier Töchter, fünf Enkel und eines Urenkels.

## Arbeit und Wirkung
“Conservation in the old sense, of this or that resource in isolation from all other resources, is not enough. Environmental conservation based on ecological knowledge and social understanding is required.”

„Naturschutz im alten Verständniss, von dieser oder jener Ressource genügt nicht. Der Schutz der Umwelt braucht sowohl ein ökologisches Wissen und soziales Verständniss.“

The destruction of California wurde ein Klassiker in vielen Ökologie-Kursen an US-Universitäten in den 1970er Jahren. Er entwickelte die Idee des ecodevelopment nach der ein gesellschaftliches Wachstum nicht auf der Ausbeutung natürlicher Ressourcen beruhen darf. Auch insistierte Dasmann stets darauf, dass Indigene Menschen eine zentrale Rolle in der Lösung ökologischer Fragen spielen müssen. Aus diesem Gedanken heraus entwickelte er für die UNESCO in den 1970ern das „Man and the Biosphere Program (MAB)“, das zu den heutigen Biosphärenreservaten weltweit führte.
Mit „Ecosystem people“ (Ökosystemmenschen) und „Biosphere people“ (Biosphärenmenschen) führte Dasmann Ende der 1980er Jahre zwei Begriffe ein, die heute in die einschlägige amerikanische Literatur Eingang gefunden haben. Vor den ersten Zivilisationen waren alle Menschen auf der Erde Ökosystemmenschen, die innerhalb eines oder weniger Ökosysteme lebten und deren Überleben ganz vom Funktionieren dieser Ökosysteme abhing. Subsistenzwirtschaften, die auf Jagen und Sammeln, auf einfachem Bodenbau und nomadischer Viehwirtschaft basieren, rechnet er auch heute noch diesen Gruppen zu. Sie verfügen über enge und komplizierte Beziehungen zwischen Kultur und Natur, so z. B. über verschiedene Rituale, die dazu dienen, den Lebensraum nicht zu übernutzen. Biosphärenmenschen nennt Dasmann all jene Menschen, die mit Hilfe von Wissenschaft, Technologie und Marktwirtschaft in zunehmendem Maße auf die gesamte globale Biosphäre einwirken. Ihre Güter stammen oftmals aus weit entfernten Gegenden und sie leben zum großen Teil in Städten. Störungen in einzelnen Ökosystemen werden häufig nicht bemerkt und haben auch keine spürbaren Auswirkungen auf die Menschen. Negative Auswirkungen des Handelns auf die Umwelt werden bei ihnen nicht durch Rituale verhindert. Stattdessen schreibt Dasmann, dass der Mensch nun über dieselbe Macht zum Wohl oder zum Verderben der Welt verfüge wie sie die Ökosystemmenschen nur den Göttern zuschrieben.

## Schriften
- Environmental Conservation. 1959
- The Destruction of California. 1965
- Raymond Dasmann: Bedrohte Natur (= Schriftreihe UNESCO-Kommission). Diederichs, Düsseldorf 1972, ISBN 3-424-00512-6 (amerikanisches Englisch: Planet in Peril. 1971. Übersetzt von Susanne und Hans Ulrich Roll).
- Wildlife biology. 1981, ISBN 0-471-08042-X